# 圣穆理思堂 (希农)

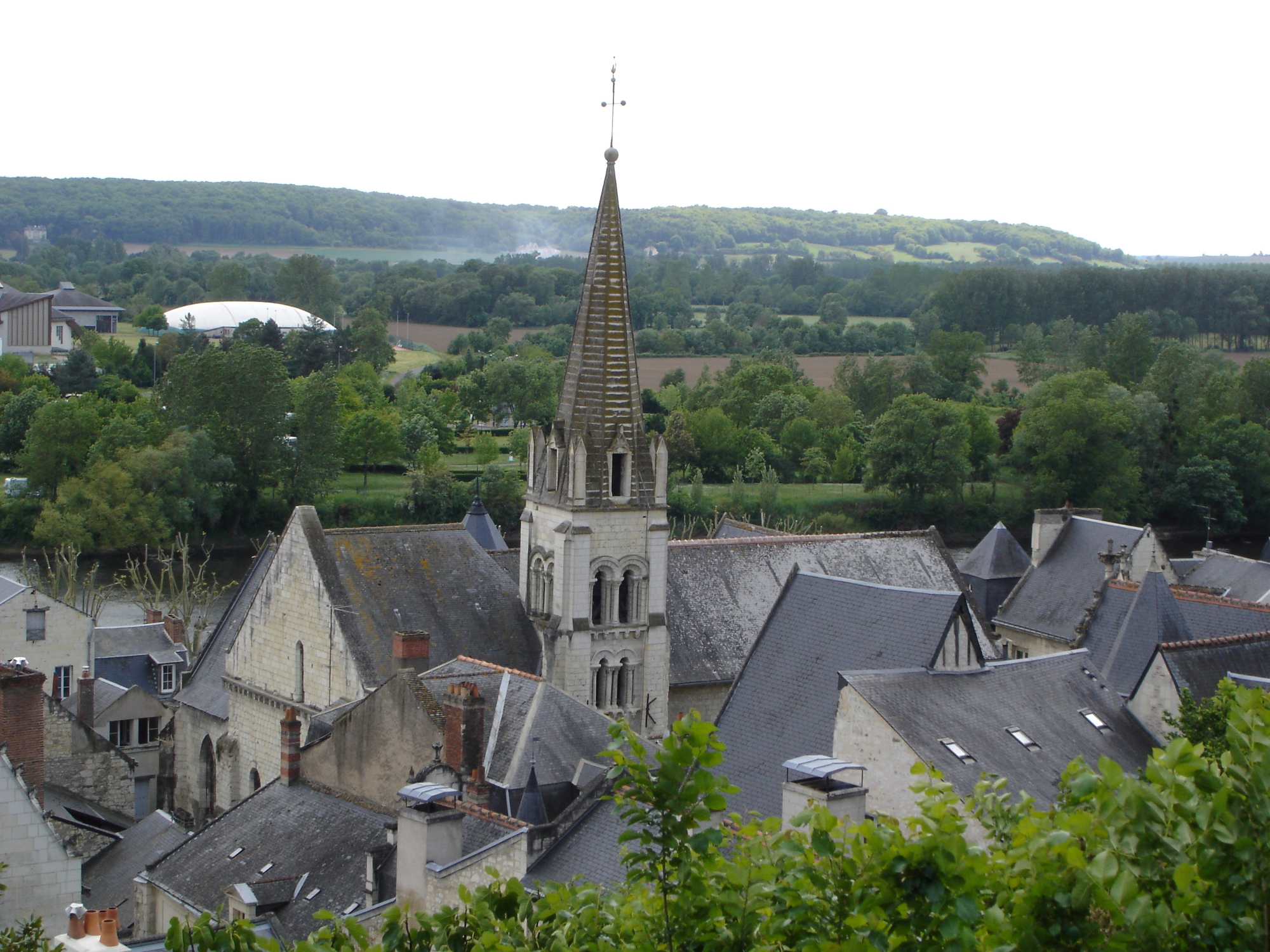

圣穆理思堂（Église Saint-Maurice）是一座罗马天主教堂区教堂，位于法国中央-卢瓦尔河谷大区安德尔-卢瓦尔省希农伏尔泰街。1913年10月22日列为法国历史遗迹。